# Dvorište (Despotovac)
Dvorište es un pueblo ubicado en la municipalidad de Despotovac, en el distrito de Pomoravlje, Serbia.

## Superficie
Posee una superficie de 11,09 kilómetros cuadrados.

## Demografía
Hasta 2011 la población era de 458 habitantes, con una densidad de población de 41,31 habitantes por kilómetro cuadrado.